# Sulla strada (album Francesco De Gregori)
| Recensione | Giudizio |
| ---------- | -------- |
| Rockol     |          |

Sulla strada è il diciannovesimo album in studio del cantautore italiano Francesco De Gregori, pubblicato il 20 novembre 2012 dalla Caravan e dalla Edel Music.
Secondo ANSA, a un anno dalla pubblicazione, Sulla strada ha venduto oltre 80 000 copie fra la versione normale e l'edizione limitata.

## Descrizione
Il titolo è ripreso dal celebre romanzo di Jack Kerouac, On the Road, che il cantante romano afferma di avere letto solo negli ultimi tempi. Al disco collaborano, tra gli altri, Nicola Piovani che arrangia e dirige l'orchestra in Passo d'uomo e Guarda che non sono io, e Malika Ayane che duetta con il cantautore in Ragazza del '95 e Omero al Cantagiro.
La foto in copertina è stata scattata con un cellulare durante l'ultimo tour di De Gregori.

## Promozione
I primi singoli estratti dall'album sono stati Sulla strada, Guarda che non sono io, Showtime e Ragazza del '95, quest'ultimo caratterizzato da un arrangiamento differente da quello presente nel disco e senza la voce di Malika Ayane; il testo di quest'ultimo brano è una riflessione sui giovani d'oggi, un inno (apparentemente) scanzonato su una generazione sull'orlo di una crisi di nervi. Nella canzone si parla di una giovane donna, classe 1995, che intraprende un viaggio su un volo a basso costo e una destinazione incerta, consapevole che la strada non sarà mai in discesa, e parte così alla ricerca di qualcosa in cui sperare; il "Ministero della Speranza" di cui si parla nel testo ne è l'esempio. Nonostante questo il cantante romano dice allo stesso tempo che il futuro rimane sempre un dovere, per tutti:
 E ancora: 
(Francesco De Gregori, 2013)
Il 28 maggio 2013 è uscita un'edizione limitata dell'album, stampata in 5000 copie e comprendente l'album originale con l'aggiunta di due bonus track (Showtime nella sua prima versione e Guarda che non sono io con una scrittura d'archi diversa da quella firmata da Piovani), un book fotografico di scatti fatti dal tastierista Alessandro Arianti e un DVD contenente video dal backstage del nuovo tour, brani dal vivo e momenti di making of del disco.
L'11 ottobre 2013 è stato pubblicato il singolo Falso movimento, che parla dell'amore secondo De Gregori, un po' screanzato e un po' controcorrente, un po' sfacciato e improvviso, ma altrettanto impacciato e delicato. Il 4 dicembre 2013 sul sito internet di la Repubblica compare un'anteprima del video di "Falso movimento", realizzato - o, come dice De Gregori, "cucinato" - in famiglia: idea, regia e montaggio sono ancora di Alessandro Arianti; i protagonisti, oltre a De Gregori, sono la cantante e violinista Elena Cirillo e il trombettista Giancarlo Romani. Il video è stato interamente girato a Pontresina dove De Gregori, il 12 ottobre 2013, ha concluso il suo tour estivo. Tale video è stato pubblicato su YouTube in occasione del lancio del nuovo store ufficiale online il 5 dicembre e visibile perciò visitando il nuovo sito.
Il 29 gennaio 2014 è invece uscito il sesto ed ultimo singolo Omero al Cantagiro, seguito il mese seguente dal relativo videoclip in cui De Gregori, nei panni di un batterista, suona e canta la canzone insieme a parte del suo gruppo.

## Tracce
Testi e musiche di Francesco De Gregori.
1. Sulla strada – 4:28
2. Passo d'uomo – 4:50
3. Belle Époque – 4:19
4. Omero al Cantagiro – 5:19
5. Showtime – 3:40
6. La guerra – 5:20
7. Guarda che non sono io – 4:39
8. Ragazza del '95 – 4:48
9. Falso movimento – 4:01

## Formazione
Musicisti
- Francesco De Gregori – voce, chitarra
- Lucio Bardi – chitarra acustica, chitarra 12 corde
- Paolo Giovenchi – chitarra acustica, chitarra elettrica, banjo, mandoloncello, cori
- Guido Guglielminetti – basso, contrabbasso, scrittura archi (traccia 2)
- Alessandro Valle – mandolino, pedal steel guitar, autoharp
- Alessandro Arianti – pianoforte, piano wurlitzer, fisarmonica, clarinetto
- Stefano Parenti – batteria, percussioni
- Valentina Ferraiuolo – tamburello
- Lalla Francia – cori
- Elena Cirillo – violino, cori
- Sergio Vitale – tromba, filicorno
- Walter Fantozzi – trombone
- Ferruccio Corsi – sassofono contralto
- Giacomo Loprieno – direzione orchestra (traccia 2)
- Malika Ayane – cori (tracce 4 e 8)
- Nicola Piovani – scrittura archi e direzione orchestra (traccia 7)

Produzione
- Produttore: Guido Guglielminetti
- Registrazione e mixaggio: Gianmario Lussana presso Terminal 2 a Roma
- Mastering: Fabrizio De Carolis, presso Reference Mastering a Roma
- Direzione commerciale: The Concept
- Foto di copertina: Alessandro Arianti
- Foto interne: Alessandro Arianti e Daniele Barraco
- Artwork: Flavia Brandi, Enrico Giorgetta e Francesco Miserere